# Deichtorhallen
Els Deichtorhallen a Hamburg, Alemanya, són un dels centres d'art més importants d'Europa per a l'art i la fotografia contemporània.
Els dos edificis històrics que daten 1911-1913 són edificis icònics, amb les seves estructures obertes d'acer i vidre. Des de 2011, els dos edificis de la interfície de Kunstmeile i Hafencity de Hamburg s'han complementat amb un satèl·lit al Sammlung Falckenberg.